# Clubul Sportiv Chimia Râmnicu Vâlcea
Il Clubul Sportiv Chimia Râmnicu Vâlcea, conosciuto anche come Chimia Râmnicu Vâlcea, è stata una società calcistica rumena con sede nella città di Râmnicu Vâlcea, fondata dopo la fine della seconda guerra mondiale e vincitrice di una edizione della Coppa di Romania.

## Storia
La squadra fu fondata nella città di Râmnicu Vâlcea nel 1946, con il nome Vâlceana e disputò il torneo di Divizia C (terza divisione). Dopo un periodo senza risultati di rilievo, caratterizzato da svariati cambi di denominazione (Unirea nel 1962, Oltul nel 1966), nel 1967 assunse il nome Chimia. Dall'anno 1960, militò in Divizia B, seconda divisione, rimanendovi ininterrottamente per 10 stagioni consecutive, prima di retrocedere nuovamente al terzo livello. Dopo una sola stagione ritornò in Divizia B.
Nel 1973, il club raggiunse il punto più alto della propria storia, conquistando la Coppa di Romania, dopo aver sconfitto in finale il Constructorul Galaţi. Dopo l'1-1 della prima gara, nella ripetizione vinse 3-0, assicurandosi il trofeo. L'anno seguente, in virtù di tale vittoria, poté giocare in Coppa delle Coppe, ma venne subito eliminata dai nordirlandesi del Glentoran. Nella stessa stagione riuscì a raggiungere anche la prima promozione in massima serie, la Divizia A. La permanenza al massimo livello durò un solo anno, dopodiché il Chimia retrocesse nuovamente.
Nel 1978 ritornò in Divizia A, categoria nella quale militò per nove stagioni consecutive. Conseguì il miglior risultato nella stagione 1981-1982, concludendo all'ottavo posto.
Retrocesse nella serie inferiore nel 1987. Nel 1996 scese ulteriormente di categoria, finendo in Divizia C. Dal 1994, il nome del club fu cambiato in FC Râmnicu Vâlcea. Nel 1998, arrivò un'ulteriore retrocessione, nei campionati regionali, in Liga IV-a. A causa di problemi finanziari, il club fu sciolto nel 2004. Dalle sue ceneri fu fondato un nuovo club, il Clubul Sportiv Municipal Râmnicu Vâlcea.

## Palmarès

### Competizioni nazionali
- Coppa di Romania: 1

1972-1973

### Altri piazzamenti
- Coppa di Romania:

Semifinalista: 1973-1974

## Chimia Râmnicu Vâlcea nelle Coppe Europee
| Stagione | Competizione      | Turno    | Nazione                     | Avversario | Andata | Ritorno | Totale |
| -------- | ----------------- | -------- | --------------------------- | ---------- | ------ | ------- | ------ |
| 1973-74  | Coppa delle Coppe | 1º turno | Irlanda del Nord (bandiera) | Glentoran  | 2-2    | 0-2     | 2-4    |

In grassetto le gare casalinghe.